# Língua mentawai
A língua Mentawai é da família das línguas austronésias, falada pelo povo Mentawai das ilhas de memo nome na Sumatra Ocidental, Indonésia.

## Dialetos
De acordo com Ethnologue , os dialetos Mentawai incluem: Silabu, Sipura; - Simalegi, Sakalagan, Saumanganja; - Norte Siberut, Sul Siberut; - Taikaku (Pagai Syamsir Arifin, l. (1992) lista de doze dialetos do Mentawai:
- Sul Siberut
  - Madobat
  - Salappa
  - Ulubaga
- Sipora
  - Bariulou
  - Bosua
  - Sioban
- Pagai Norte
  - Pasapuat
  - Silabu
  - Saumanganya
- Pagai Sul
  - Boriai
  - Bulasat
  - Sikakap

Os Dialetos da Ilha Siberut são:
- Sikapone
- Togiiite
- Pokai
- Simajegi
- Simatalu
- Paipajet
- Sakuddei
- Sagulubbe
- Sirileleu
- Sikabaluan
- Sempungan
- Saibi & Sarabua
- Silaoinan
- Sarareiket
- Sabirut

## Escrita
A língua uma forma do alfabeto latino  sem as letras F, H, Q, V, X, Z  Usam-se as formas Ng, Ny

## Fonologia

### Consoantes
|           |           | Labial | Alveolar | Palatal | Velar |
| --------- | --------- | ------ | -------- | ------- | ----- |
| Oclusiva  | surda     | p      | t        |         | k     |
| Oclusiva  | sonora    | b      | d        |         | ɡ     |
| Africada  | surda     |        |          | (t͡ɕ)    |       |
| Africada  | sonora    |        |          | d͡ʑ      |       |
| Fricativa | Fricativa |        | s        |         |       |
| Nasal     | Nasal     | m      | n        | ɲ       | ŋ     |
| Lateral   | Lateral   |        | l        |         |       |
| Rótica    | Rótica    |        | r        |         |       |
| semivogal | semivogal | w      |          | j       |       |

- Alofones de / b ɡ k / podem ser ouvidos como [β ɣ ʔ]. [t͡ɕ] é um som distinto em Mentawai, mas não recebeu status de fonema por Syamsir et al. por causa da falta de contrastes mínimos.[2]
- As semivogais / w j / só aparecem na posição final.

### Vogais
|         | Anterior | Central | Posterior |
| ------- | -------- | ------- | --------- |
| Fechada | i        |         | u         |
| Medial  | e        |         | o         |
| Aberta  |          | a       |           |